# Дрідіф
Дрідіф (рум. Dridif) — село у повіті Брашов в Румунії. Входить до складу комуни Войла.
Село розташоване на відстані 180 км на північний захід від Бухареста, 59 км на захід від Брашова, 145 км на південний схід від Клуж-Напоки.

## Населення
За даними перепису населення 2002 року у селі проживали 429 осіб.
Національний склад населення села:
| Національність | Кількість осіб | Відсоток |
| -------------- | -------------- | -------- |
| румуни         | 340            | 79,3%    |
| цигани         | 88             | 20,5%    |

Рідною мовою назвали:
| Мова      | Кількість осіб | Відсоток |
| --------- | -------------- | -------- |
| румунська | 344            | 80,2%    |
| циганська | 84             | 19,6%    |